# 비트 주파 발진기

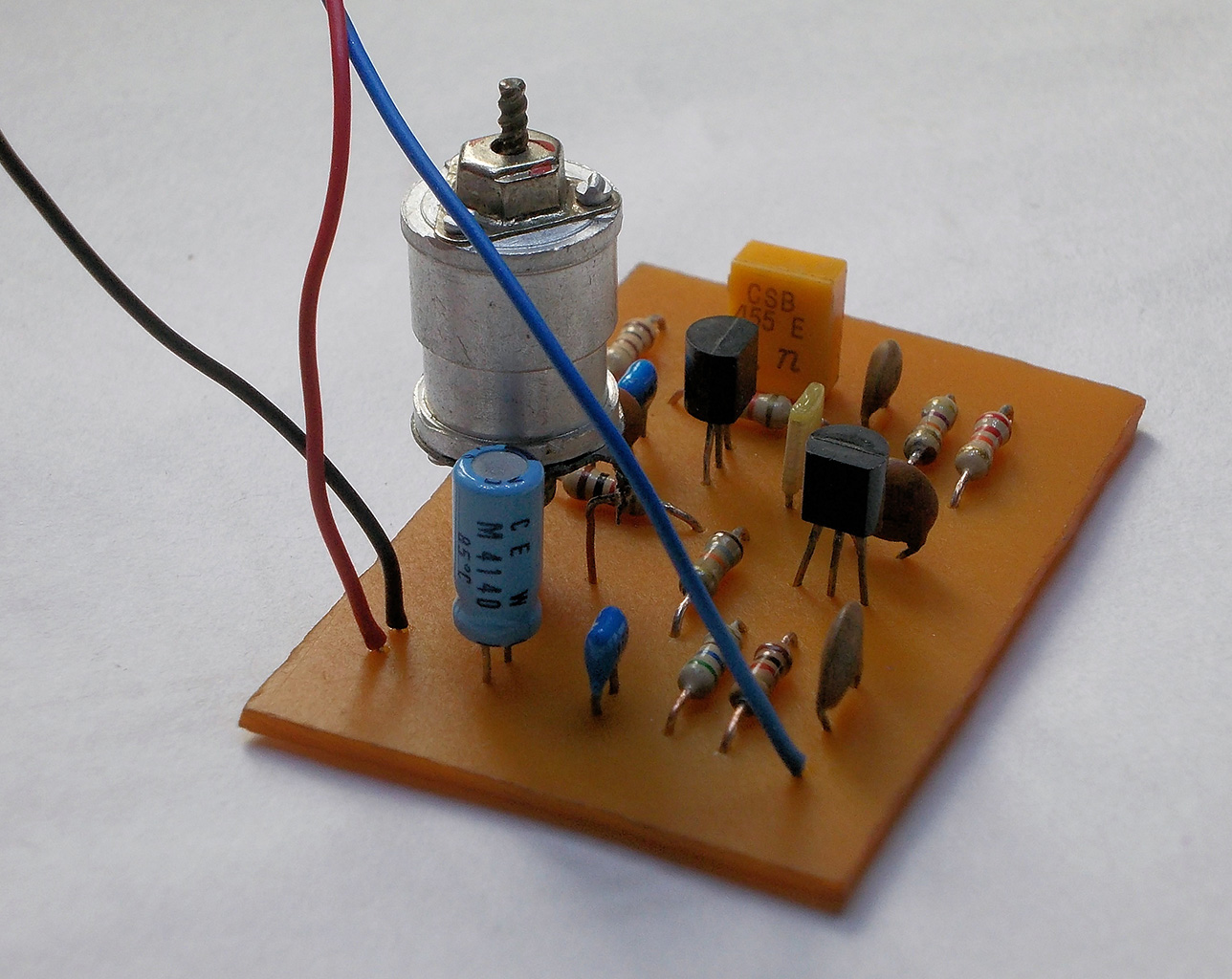
추가형 455 kHz 수제 BFO 기판

수신기에서 비트 주파 발진기(Beat frequency oscillator) 또는 BFO는 모스 부호 무선 전신 (CW) 송신에서 가청 주파수 신호를 생성하여 소리를 들을 수 있도록 하는 전용 발진기이다. BFO의 신호는 수신된 신호와 혼합되어 헤테로다인 또는 비트 주파수를 생성하여 스피커에서 톤으로 들리게 한다. BFO는 또한 단측파대 (SSB) 신호를 복조하여 이해할 수 있도록 만드는 데 사용되며, 송신기에서 억제된 반송파를 사실상 복원한다. BFO는 때때로 단파 청취자를 위해 설계된 통신 수신기에 포함된다. 아마추어 무선용 통신 수신기에는 거의 항상 CW 및 SSB 신호를 수신하기 때문에 BFO가 있다.
비트 주파 발진기는 1901년 캐나다 엔지니어 레지널드 페센든이 발명했다. 그가 "헤테로다인" 수신기라고 부른 것은 헤테로다인 원리의 첫 번째 적용이었다.

## 개요
연속파 (CW) 무선 송신은 무선 전신 또는 무선 전신 (W/T) 또는 온오프 키잉이라고도 불리며, 국제전기통신연합에서 방사 형태 A1A로 지정된다. 정보는 모스 부호로 텍스트 메시지를 나타내는 변조되지 않은 무선 반송파의 펄스로 전송된다. "점"과 "선" 또는 "dit"와 "dah"라고 불리는 다른 길이의 반송파 펄스는 전건이라고 불리는 스위치를 사용하여 송신기를 빠르게 켜고 끄는 작업자에 의해 생성된다. 첫 번째 유형의 전송은 스파크를 사용하여 생성되었다. 왜냐하면 (전신 키를 눌렀을 때) 스파크가 초당 약 1000번 발사되었기 때문이다. 결과적으로 감쇠된 파동 (ITU 클래스 B)은 다이오드 검출기와 이어폰을 사용하는 기본적인 크리스탈 세트에서 스파크 속도 톤으로 수신될 수 있었다. BFO가 필요했던 것은 연속적인 무선 주파수 반송파를 생성할 수 있는 튜브 송신기가 도입된 이후였다. 대안은 약 800 Hz 오디오 톤으로 반송파를 변조하고 변조된 반송파를 키잉하여 수신기에서 기본적인 다이오드 검출기를 사용할 수 있도록 하는 것이었다. 이 방법은 2000년까지 중파 (MF) 해상 통신에 사용되었다 (방사 형태 A2A). 튜브를 사용하는 무선 송신은 1920년부터 해상에서 스파크 송신기를 대체하기 시작했지만 1950년 이전에 완전히 제거되지는 않았다.
반송파 펄스에는 오디오 변조가 없기 때문에 AM 라디오 수신기로 수신된 CW 신호는 단순히 "클릭" 소리처럼 들린다. 때로는 반송파 펄스가 수신기에서 정상적인 정적 대기 "쉭쉭" 소리를 차단할 만큼 강하면 BFO 없이도 CW 신호를 "침묵의 펄스"로 들을 수 있었다. 그러나 이것은 안정적인 수신 방법이 아니었다. 수신기에서 반송파 펄스를 들을 수 있도록 하기 위해 비트 주파 발진기가 사용된다. BFO는 수신기의 중간 주파수 fIF에서 오프셋된 주파수 fBFO에서 일정한 사인파를 생성하는 무선주파수 발진기이다. 이 신호는 수신기의 2차 검출기 (복조기) 전에 IF와 혼합된다. 검출기에서 두 주파수가 더하고 빼져 비트 주파수 (헤테로다인)가 오디오 범위에서 그 차이만큼 발생한다: faudio = |fIF - fBFO|로, 수신기의 스피커에서 톤으로 들린다. 반송파 펄스 동안 비트 주파수가 생성되는 반면, 펄스 사이에는 반송파가 없어 톤이 생성되지 않는다. 따라서 BFO는 모스 부호 신호의 "점"과 "선"을 들을 수 있게 하여 스피커에서 다른 길이의 "삐" 소리처럼 들리게 한다. 모스 부호를 아는 청취자는 이 신호를 해독하여 텍스트 메시지를 얻을 수 있다.
1910년대-1920년대 초 동조 무선 주파수 수신기에서 사용된 최초의 BFO는 방송국의 반송파 주파수와 비트를 형성했다. 라디오를 다른 방송국 주파수에 맞출 때마다 BFO 주파수도 변경해야 하므로 BFO 발진기는 수신기가 커버하는 전체 주파수 대역에 걸쳐 튜닝 가능해야 했다.
초헤테로다인 수신기에서는 다른 방송국의 다른 주파수가 모두 믹서에 의해 동일한 중간 주파수 (IF)로 변환되므로, IF와 비트를 형성하는 최신 BFO는 일정한 주파수만 가지면 된다. AM 또는 FM과 같은 다른 유형의 신호를 수신할 때 필요하지 않으면 BFO를 끄는 스위치가 있을 수 있다. 또한 일반적으로 전면 패널에 BFO 주파수를 조정하여 작업자의 선호도에 맞게 톤을 작은 범위로 변경할 수 있는 노브가 있다.

## 예시

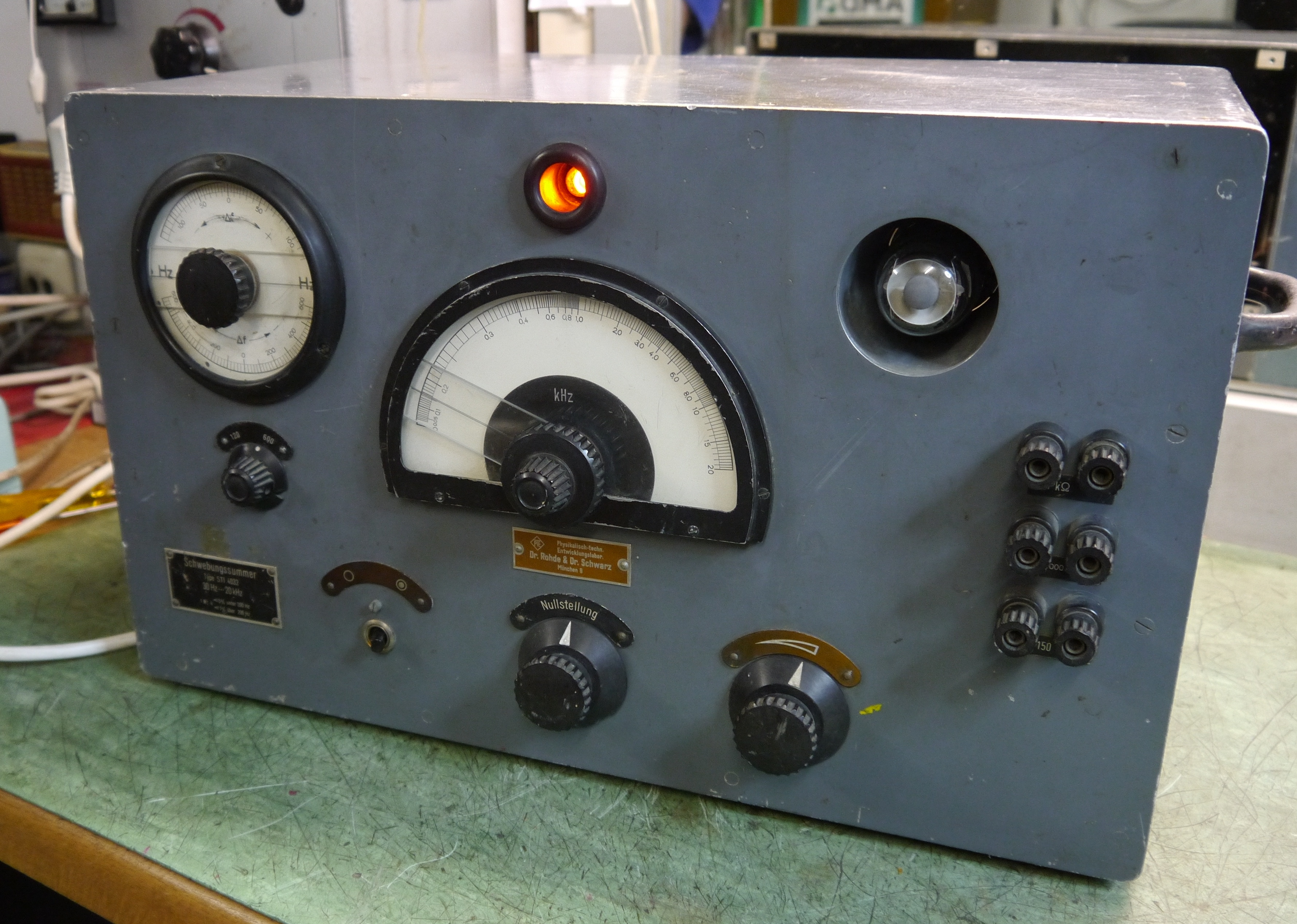
BFO가 없는 수신기를 위해 별도의 BFO 발진기가 제조되었다. 1944년 Rohde und Schwarz STI4032.

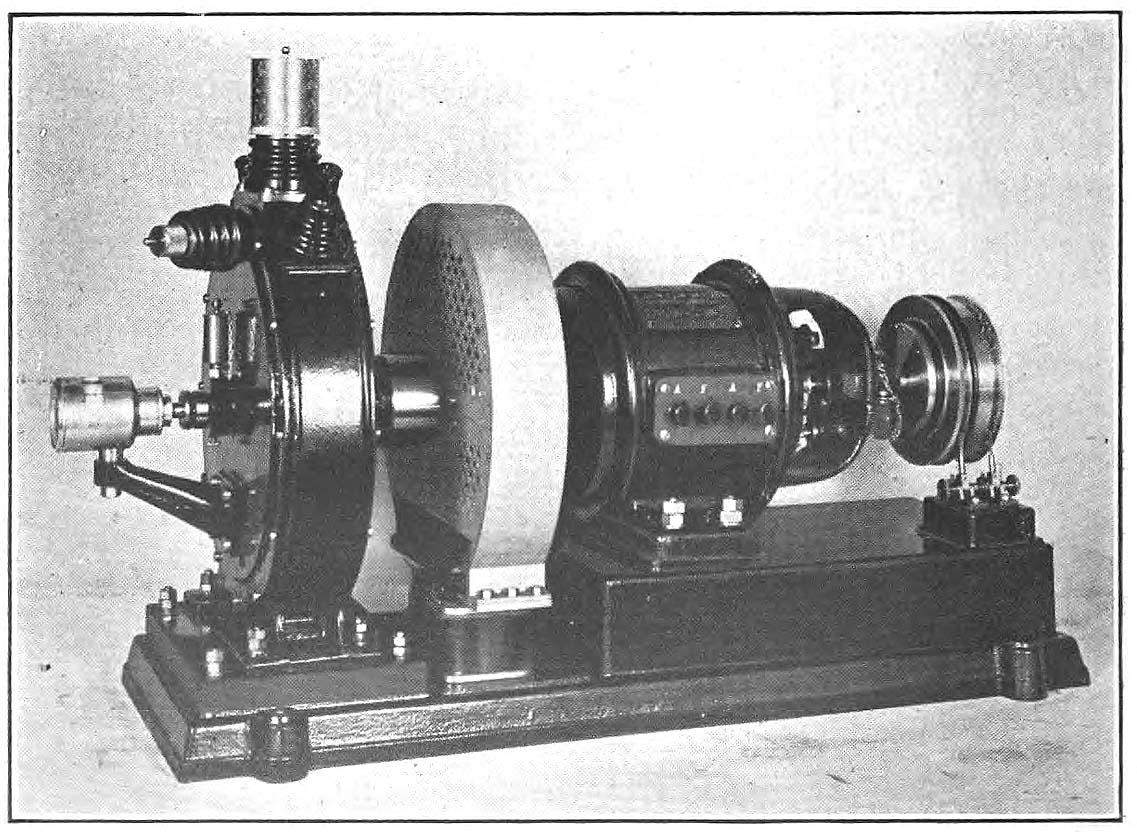
최초의 거친 BFO 예 중 하나인 골드슈미트 톤 휠. 진공관 발진기가 발명되기 전, 최초의 CW 수신기는 테두리에 전기 접점이 있는 바퀴를 모터로 빠르게 돌려 전류를 끊어 들어오는 라디오 신호와 비트를 형성하는 무선 주파수 신호를 생성했다. 1917년 뉴저지의 터커튼 대서양 횡단 수신소에 있는 이 예는 40 kHz 신호를 생성했다.

수신기는 모스 부호 신호에 맞춰져 있으며, 수신기의 중간 주파수 (IF)는 fIF = 45000 Hz이다. 이는 점과 선이 들리지 않는 45000 Hz 신호의 펄스가 되었음을 의미한다.
들리게 하려면 주파수를 가청 주파수 범위로 이동해야 한다. 예를 들어 faudio = 1000 Hz이다. 이를 달성하기 위해 원하는 BFO 주파수는 fBFO = 44000 또는 46000 Hz이다.
fIF 주파수의 신호가 수신기의 검파기 단계에서 BFO 주파수와 혼합될 때, 이는 다른 두 주파수 또는 헤테로다인을 생성한다: |fIF − fBFO| 및 |fIF + fBFO|. 차이 주파수 faudio = |fIF − fBFO| = 1000 Hz는 비트 주파수라고도 알려져 있다.
다른 하나인 합산 주파수 (Fif + Fbfo) = 89000 또는 91000 Hz는 필요하지 않다. 이는 라디오의 스피커와 같이 그렇게 높은 주파수에서 진동할 수 없는 저역 통과 필터로 제거할 수 있다.
fBFO = 44000 또는 46000 Hz는 원하는 1000 Hz 비트 주파수를 생성하며 둘 중 하나를 사용할 수 있다.
44000 (또는 46000) Hz 주변에서 BFO 주파수를 변경함으로써 청취자는 출력 오디오 주파수를 변경할 수 있다. 이는 송신기와 수신기의 튜닝 사이의 작은 차이를 보정하는 데 유용하며, 특히 단측파대 (SSB) 음성을 튜닝할 때 유용하다. BFO에 의해 생성된 파형은 수신기의 믹서 단계에서 IF 신호와 비트를 형성한다. 국부 발진기 또는 비트 주파 발진기의 드리프트는 수신된 오디오의 음높이에 영향을 미치므로 안정적인 발진기가 사용된다.
단측파대 수신의 경우, BFO 주파수는 사용된 측파대에 따라 수신기 중간 주파수보다 높거나 낮게 조정된다.

## 다른 사용
비트 주파 발진기의 다른 형태는 조정 가능한 가청 주파수 신호 발생기로 사용된다. 안정적인 수정 제어 발진기의 신호는 튜닝 가능한 발진기의 신호와 혼합된다. 오디오 범위의 차이가 증폭되어 신호 발생기의 출력으로 전송된다. 원하는 가청 주파수보다 높은 수정 및 조정 가능한 주파수를 사용함으로써 가변 발진기의 작은 조정을 통해 넓은 튜닝 범위를 얻을 수 있다. 비트 주파 발진기는 낮은 왜곡으로 출력을 생성할 수 있지만, 일정한 출력 주파수를 유지하려면 두 발진기가 매우 안정적이어야 한다.

## 더 읽어보기
- "Radiotelephone", NEETS, Module 17--Radio-Frequency Communication Principles. Integrated Publishing, Electrical Engineering Training Series.
- "Voice Modes", ARRL.